# Прогресс М-43
Прогресс М-43 — транспортный грузовой космический корабль (ТГК) серии «Прогресс», запущен к орбитальной станции «Мир». Серийный номер 243.

## Цель полёта
Доставка на необитаемую с июня орбитальную станцию (ОС) более 1400 килограммов различных грузов, в числе которых топливо, запас кислородной смеси, научное оборудование, средства индивидуальной защиты.

## Хроника полёта
- 16.10.2000, в 00:27:06.038 (MSK), (21:27:06 UTC) — запуск с космодрома Байконур;
- 21.10.2000, в 00:16:05 (MSK), (21:16:05 UTC) — осуществлена стыковка с ОС Мир к стыковочному узлу на агрегатном отсеке служебного модуля «Квант». Процесс сближения и стыковки проводился в автоматическом режиме.

Впервые для стыковки ТГК и ОС была выбрана четырёхсуточная схема сближения. Данная схема, по сравнению с применявшейся ранее двухсуточной, позволила значительно сэкономить объём ракетного топлива;
- 25.01.2001, в 08:19:23 (MSK), (05:19:23 UTC) — ТГК отстыковался от ОС Мир и отправился в автономный полёт.

## Перечень грузов
Суммарная масса всех доставляемых грузов: 1454 кг